# توبه‌نامه باب

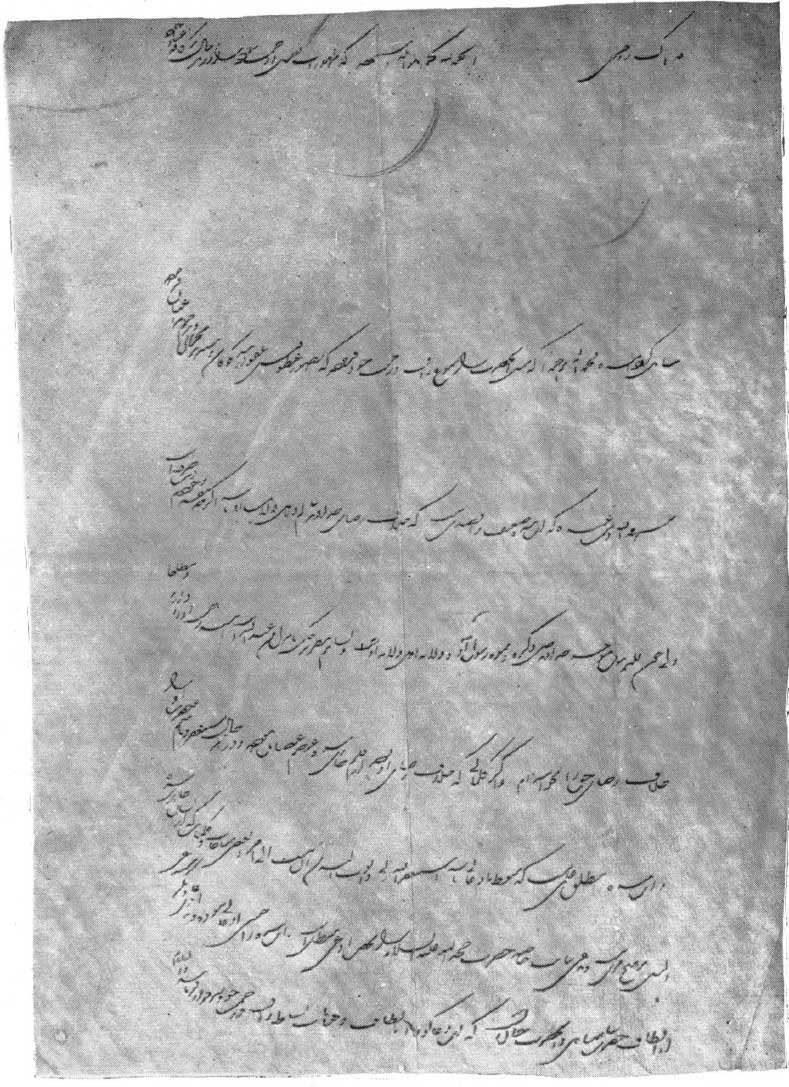
تصویری از متن توبه‌نامه منتسب به باب در کتاب MATERIALS FOR THE STUDY OF THE BÁBÍ RELIGION از ادوارد براون

توبه‌نامه باب نامه‌ای است که گفته می‌شود باب پس از مناظره با روحانیون و در حضور ناصرالدین‌شاه که در آن زمان ولیعهد بود نوشته‌است. این سند اولین بار توسط ادوارد براون منتشر شد. در عین حال عده‌ای این توبه‌نامه را جعلی می‌دانند چرا که مهر و امضا ندارد، مخاطب توبه‌نامه معلوم نیست و همچنین سندی بدون تاریخ است. خود براون هم در انتساب نامه به باب تردید دارد. عبّاس امانت معتقد است این سند با سبک نوشتاری باب همخوانی ندارد و توسط مقامات دولتی در تبریز برای بی‌اعتباری باب و خشنودی شاه جعل شده‌است. وی معتقد است با وجود فشار زیادی که بر روی باب برای توبه و از بین بردن جنبش بابی بود وی توبه نکرد و تا آخر بر عقیده خود ثابت ماند. از این رو او را در ملأ عام در میدان سربازخانه تبریز تیرباران کردند تا هم جنبش بابی خاموش شود و هم اقتدار حکومت قاجار به صدارت وزیر جدید به نمایش گذاشته شود. به اعتقاد امانت در بهترین حالت ممکن است توبه‌نامه توسط مقامات دولتی تبریز آماده شده باشد ولی باب از امضای آن سرباز زده‌است. دنیسِن رآس هم معتقد است مجلس محاکمه باب در تبریز به امید توبه وی با وعد و وعید تشکیل شده بود و از آنجا که او حاضر به توبه نشد فرمان مرگ وی صادر شد. همچنین منبع دیگری ذکر می‌کند که فشار زیادی بر روی باب بود تا توبه کند و دعاوی و نوشته‌های خود را انکار نماید. باب اما در عوض بی‌پرده ادعای قائمیت خود را در مجلس محاکمه تبریز علنی کرد و تا آخر با وجود فشار علماء در تبریز توبه نکرد.
دنیس مکین نیز در این باره می‌نویسد که ما سندی در دست داریم که در آن باب، پیامبر جوان، هر گونه ادعای الهی را پس می‌گیرد. این سند احتمالاً مدت کمی پس از دادگاه تبریز و ظاهراً به خط باب است.

## مجلس محاکمه تبریز
در زمان پادشاهی محمدشاه قاجار مجلسی با حضور روحانیون شیعه و ناصرالدین‌شاه قاجار (که در آن هنگام ولیعهد بود) در تبریز تشکیل شد، در زمان مجلس تبریز موضوع بابیت برای بزرگان سیاسی و مذهبی ایران، بااهمیت شده بود. باب تعداد و آمار پیروانش را پیگیری می‌کرد، در یکی از آثارش به نام دلائل سبعه که همان اواخر به رشته تحریر درآمده بود، تعداد بابیان را صد هزار نفر ذکر کرد. دربارهٔ اتفاقاتی که در مجلس مباحثه تبریز و پس از آن افتاده‌است، اختلافات زیادی بین منابع بابی و بهائی، منابع قاجاری، آثار مستشرقان، نوشته‌های مورخان متدین و مورخان لاییک وجود دارد. با این وجود در میان تمام نوشته‌های موافق و مخالف بابی، می‌توان نقاط مشترکی یافت. یکی آن‌که او در مجلس مباحثه، به صراحت ادعای قائمیت و پیامبری نمود. ولیعهد (ناصرالدین میرزا) نیز در نامه خود به پدرش محمدشاه، دو بار به ادعای صریح باب مبنی بر قائم و پیامبر بودن خودش، اشاره کرده‌است.

## متن توبه‌نامه
فداک روحی الحمدلله کما هو اهله و مستحقه که ظهورات فضل و رحمت خود را در هر حال بر کافه عباد خود شامل گردانیده. بحمدالله ثم حمدالله که مثل آن حضرت را ینبوع رأفت و رحمت خود فرموده که بظهور عطوفتش عفو از بندگان و تستر بر مجرمان و ترحم بر یاغیان فرموده اشهد الله من عنده که این بنده ضعیف را قصدی نیست که خلاف رضای خداوند عالم و اهل ولایت او باشد اگرچه بنفسه وجودم ذنب صرف است ولی چون قلبم موقن بتوحید خداوند جل ذکره و نبوت رسول او (ص) و ولایت اهل ولایت اوست و لسانم مقر بر کل ما نزل من عندالله است امید رحمت او را دارم و مطلقاً خلاف رضای حق را نخواسته‌ام و اگر کلماتی که خلاف رضای او بوده از قلمم جاری شده غرضم عصیان نبوده و در هرحال مستغفر و تائبم حضرت او را و این بنده را مطلق علمی نیست که منوط به ادعایی باشد استغفرالله ربی و اتوب الیه من ان ینسب الی امر و بعضی مناجات و کلمات که از لسان جاری شده دلیل بر هیچ امری نیست و مدعی نیابت خاصه حضرت حجه علیه‌السلام را محض ادعای مبطل است و این بنده را چنین ادعایی نبوده و نه ادعای دیگر مستدعی از الطاف حضرت شاهنشاهی و آن حضرت چنانست که این دعاگو را با لطافت عنایات و بسط رأفت و رحمت خود سرافراز فرمایید والسلام.

## پیرامون توبه‌نامه
دشمنان باب از جمله میرزا مهدی‌خان زعیم‌الدّوله، پسر ملاّ محمّد ممقانی و حاجی محمّدکریم‌خان کرمانی، با وجود مخالفت با وی در نوشته‌های خود به عدم توبه وی اشاره کرده‌اند.
«میرزا مهدی‌خان زعیم‌الدّوله» که هم پدر و هم پدربزرگش در جلسه محاکمه باب حضور داشتند در کتاب «مفتاح باب‌الابواب» که در ردّ باب و بهاءالله نگاشته، صریحاً ذکر کرده که هر چه سید باب را به توبه و اظهار پشیمانی از ادّعای خود وادار کردند، قبول نفرمود و چون چنین دیدند ناچار به قتلش فتوی دادند. وی اشاره کرده که پدرش از باب که فتوای قتلش صادر شده بود تقاضا کرد دست از ادّعای خود بردارد تا خونش ریخته نشود، «ولی او به گفتهٔ پدرم توجّه نکرد و همچنان ساکت و آرام بود…»
همچنین پسر ملاّ محمّد ممقانی بر عدم توبه وی با وجود اصرار پدر تأکید می‌کند. ملاّ محمّد ممقانی از جمله افرادی بود که حکم قتل باب را صادر کرد.
حاجی محمّدکریم‌خان کرمانی صاحب «ارشادالعوام» که از مخالفان شناخته شده باب بود و رهبری گروهی از شیخیه را که به باب نگرویده بودند بر عهده داشت، از شنیدن خبر اعدام باب اظهار سرور کرده و نوشته که باب را «بعد از امر به توبه از کفر خود و قبول نکردن او … نشانهٔ گلوله ساختند».
مورخانی هم چون احمد کسروی، زعیم‌الدوله، فریدون آدمیت و مرسلوند بر سؤال کنندگان به دلیل سؤالات بی‌ربط و نامفهومشان خرده گرفته‌اند، این مورخان بر باب هم ایراد وارد ساخته‌اند که چرا جواب‌های درست به پرسش‌های علما نداده‌است.